# Hans-Christoph Berndt
Hans-Christoph Berndt (Bernau bei Berlin, 1956) es un político alemán. Desde octubre de 2020, ha sido el líder del grupo parlamentario de Alternativa para Alemania (AfD) en el Parlamento Regional de Brandeburgo y, en esta capacidad, también el líder de la oposición. Berndt está clasificado como extremista de derecha por la Oficina para la Protección de la Constitución de Brandeburgo. Fue cabeza de lista de la AfD para las elecciones estatales de Brandeburgo de 2024.